# うのせけんいち
うのせ けんいち（1964年2月5日 -）は、日本の漫画家。兵庫県神戸市垂水区出身。本名は鵜瀬 健一（読みは同じ）。血液型はA型。

## 人物
1982年、『月刊大爆笑』（檸檬社）にて『フェラチオちゃん』でデビュー。その後、官能劇画誌を中心に活動するが、1985年に『月刊スーパーアクション』（双葉社）で『BAKA GAG GO!GO!』を発表しメジャー誌に進出する。
主な作風はヘタウマの画風に、躁病と見まごうほどの下ネタと、異常な勢いが目立つ4コマギャグ漫画である。その作風の狂乱ぶりから週刊サンデー連載時に、若年層の読者から「ウノケン先生は本当のキ◯ガイなんですか？」という質問の投書が相次いだと言われている。音楽活動もしており、レコードを出したこともある。尊敬する人物は島田紳助。21世紀になってからは目立った活動は見られず、既に漫画家を廃業した模様である。精神疾患で入院し廃業したという都市伝説も流れた。

## 漫画作品
- うのけんの腹が底抜けギャハハハハ!　東京三世社 全1巻　1985年
- 愛しすぎてこんな感じ!!　JICC出版局 全1巻　1989年
- スペースじいさん　光文社 全1巻　1990年
- ふんどし太郎ストーリー　リイド社 全1巻（ジャックポット連載）　1990年
- ウノケンの頭の先までピーコピコ!!　松文館 全1巻　1991年
- ウノケンの爆発ウギャー!!　小学館 全1巻（週刊少年サンデー連載）　1991年

## レコード
- 「ポテトチップス」 c/w「うどんと女」 ワークレコード　1988年